# サービスコーポレーションインターナショナル
サービスコーポレーションインターナショナル (Service Corporation International, SCI) は、3800の斎場（さいじょう）、500の墓地、200の火葬場を保有する世界最大級の葬儀チェーン。アメリカ人の死者の10人に1人はSCIの斎場を利用していることになる。五大陸の18の国家で事業を運営し、従業員4万人が働く。24億ドルの利益を上げ、ニューヨーク証券取引所(ティッカー:SCI)に上場している。1968年設立、本社はテキサス州ヒューストンにある。
他の大企業とは対照的に、SCIは事業内容について極端に目立たないよう努力している。SCIが保有する斎場は、概してSCIとの関係を明らかにしない。SCIも保有する斎場を宣伝したりはしない。たいていの場合、SCIは長い歴史のある斎場を買収し、斎場の名前を変えずに営業するため、関係が目に見えない。
このような方針を採る理由として、遺族が葬儀チェーンよりも家族経営の斎場を好むからである。ほとんどのSCIの取引先はSCIと取引していることに気付いていない。